# Bobeica
Bobeica è un comune della Moldavia situato nel distretto di Hîncești di 3.118 abitanti al censimento del 2004

## Località
Il comune è formato dall'insieme delle seguenti località (popolazione 2004):
- Bobeica (675 abitanti)
- Dahnovici (1.157 abitanti)
- Drăgușeni (1.286 abitanti)